# 2-06-04
2-06-04 (ЦІТП № 1905) — типовий проєкт клубу на 300 місць, архітектор К. К. Бартошевич. Вперше реалізовано 1947 року, будівлі за проєктом будувалися до початку 1960-х років в Росії, Україні, Білорусі, Естонії, Грузії, Казахстані та Таджикистані.
Являє собою триповерхову будівлю з портиком з 6 колонами і двома напівкруглими нішами для скульптур. Задня фасада з невеликим курдонером і лоджією на другому поверсі з 6 колонами.

## будівлі в Україні

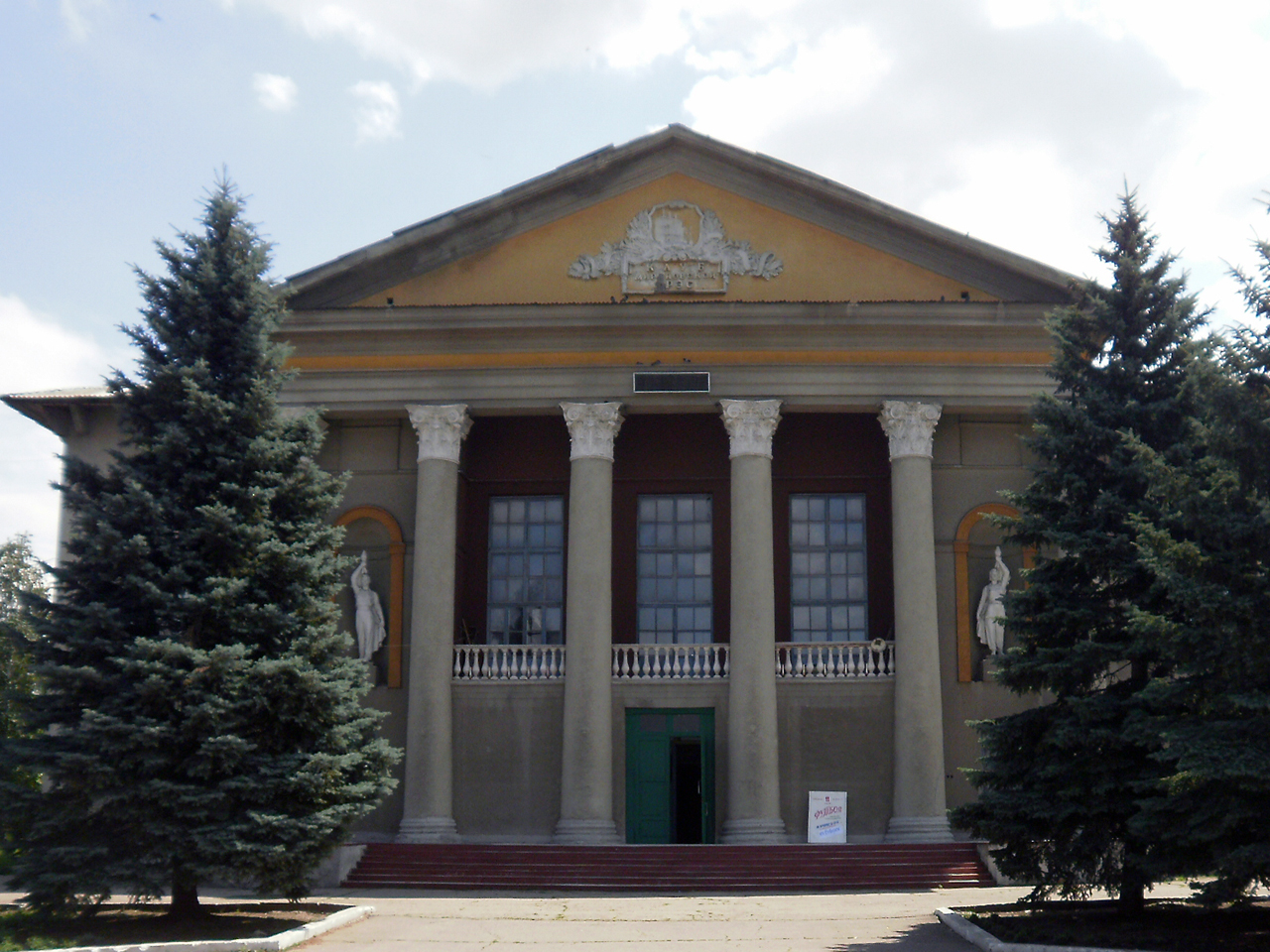
клюб Миронівської ТЕС
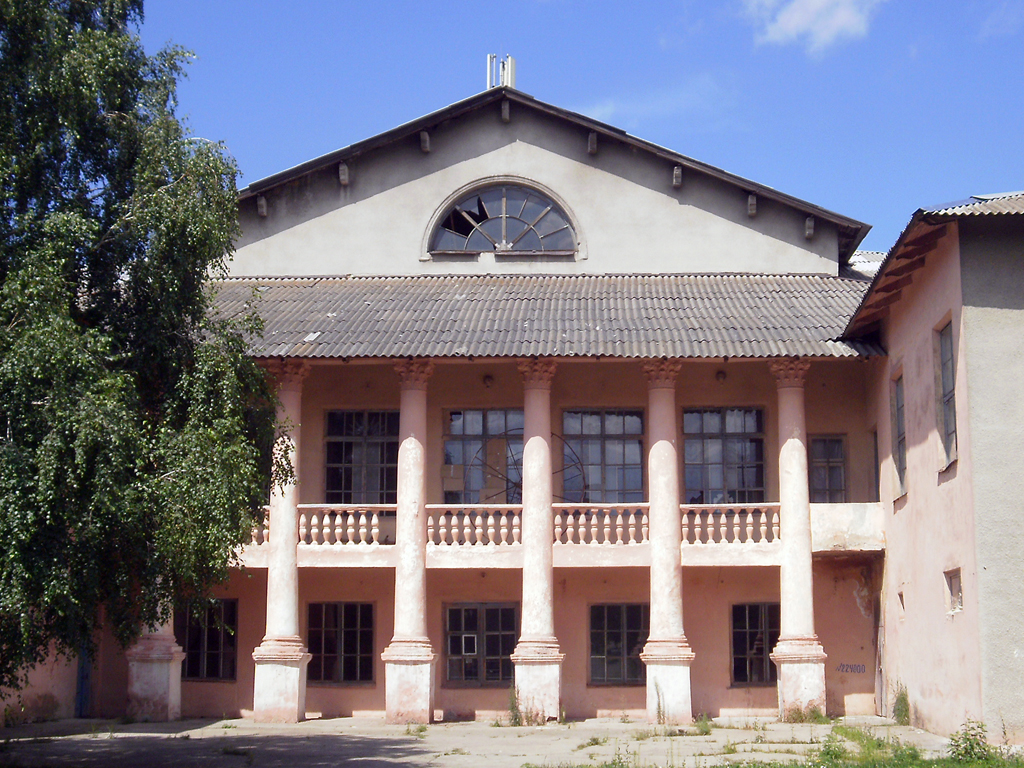
клюб Миронівської ТЕС, задній фасад
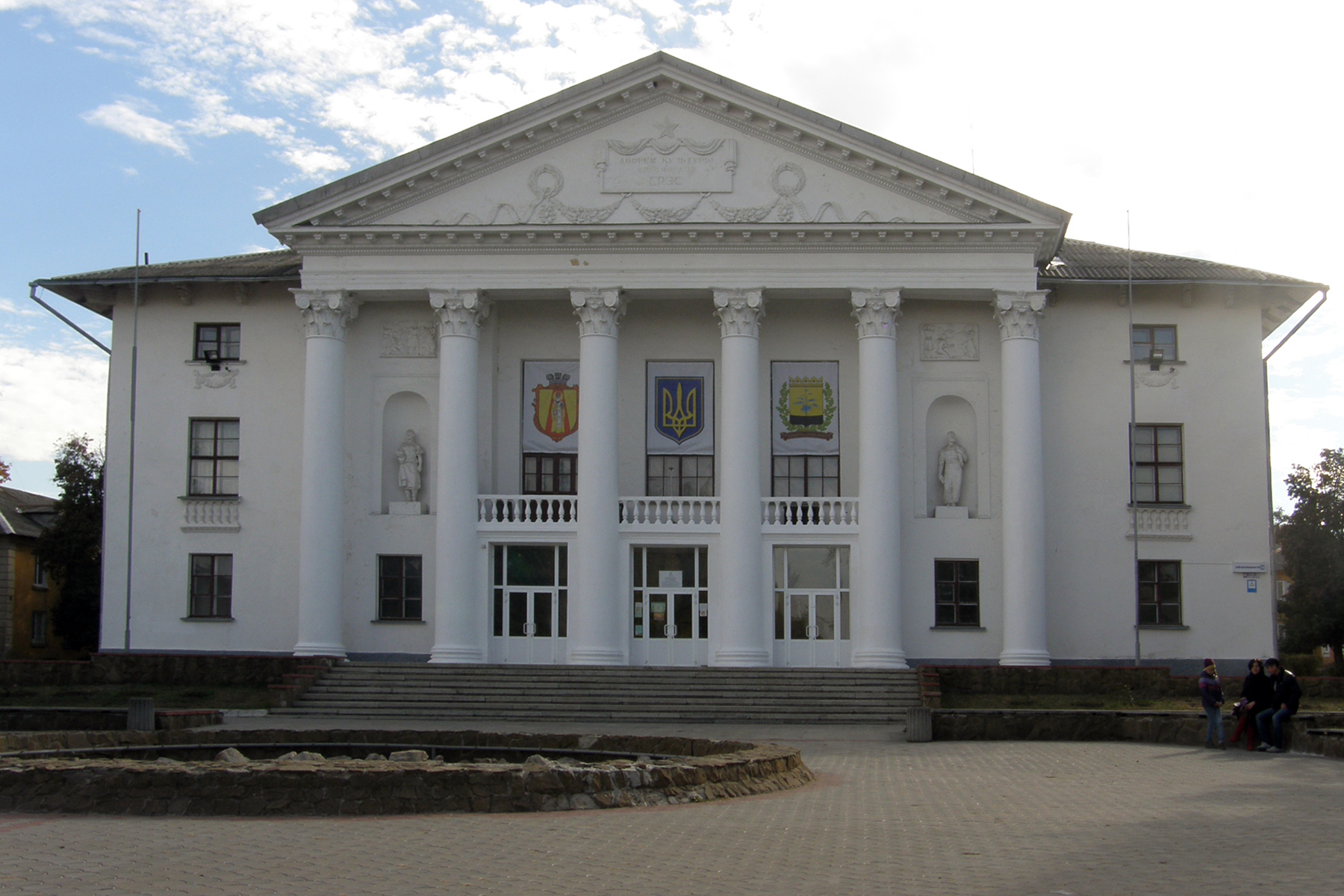
Миколаївка, клуб Слов'янської ТЕС
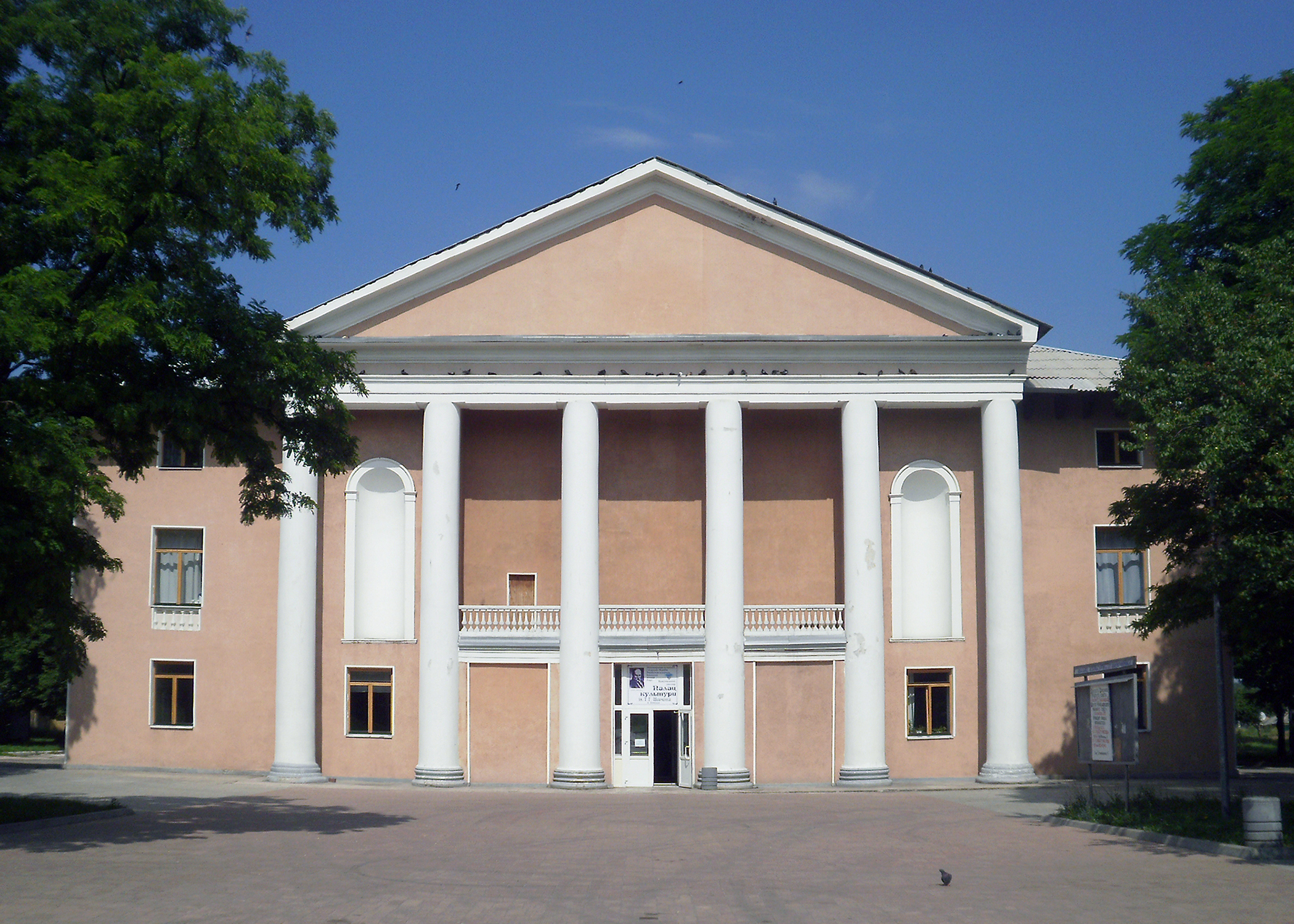
Донецьк, ПК Шевченко
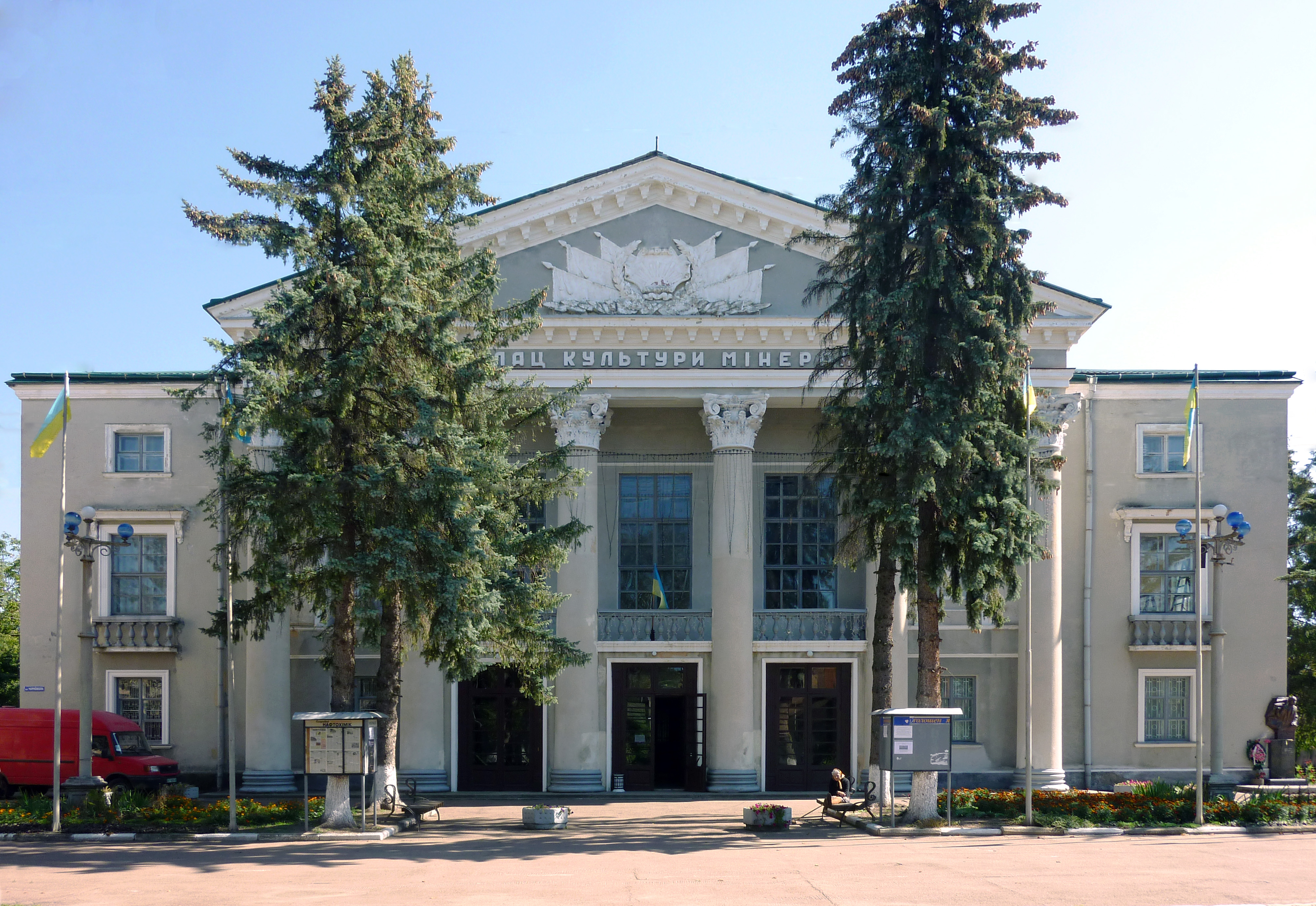
Калуш, ПК «Мінерал», 1953
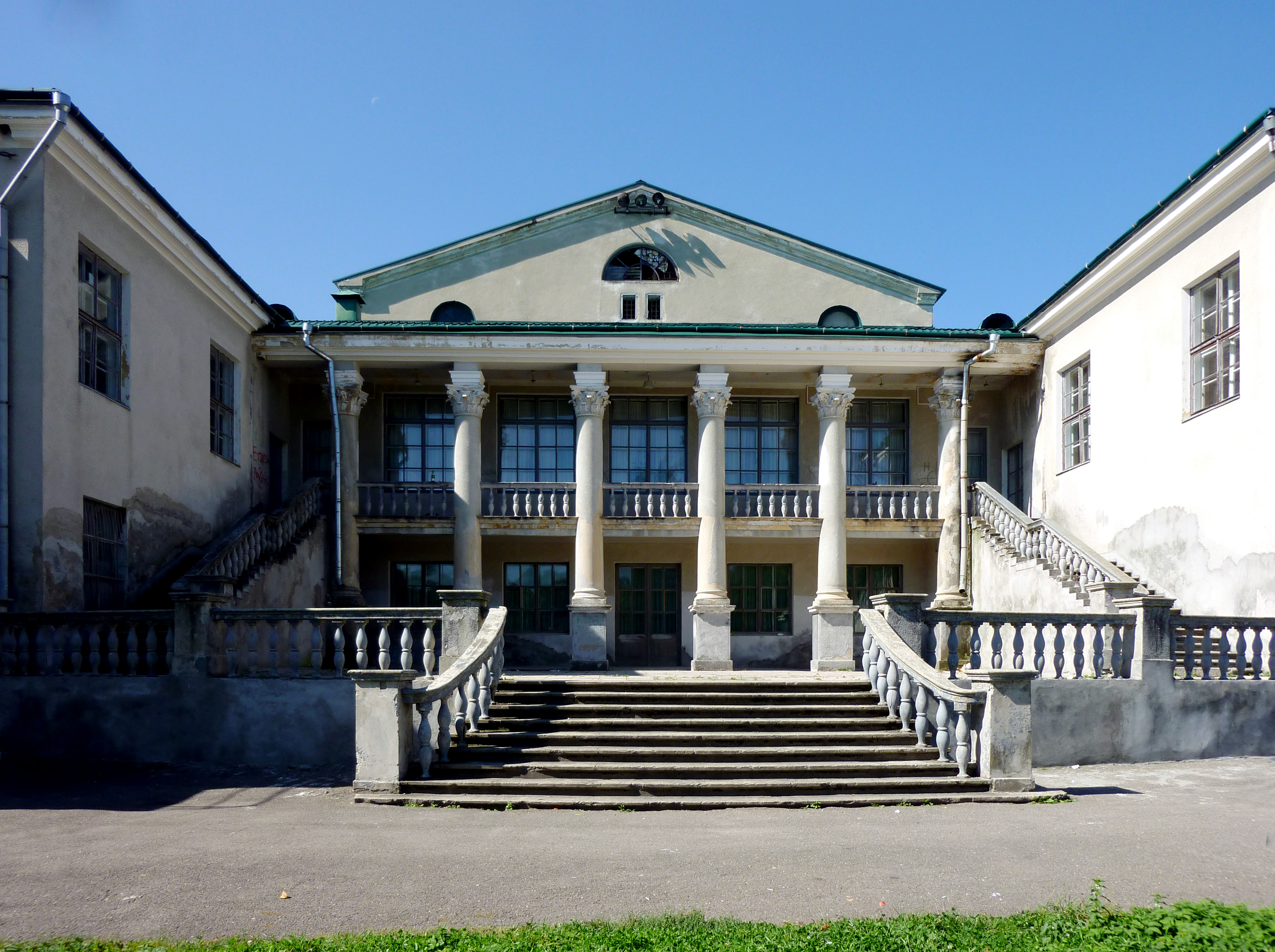
задній фасад ПК «Мінерал»
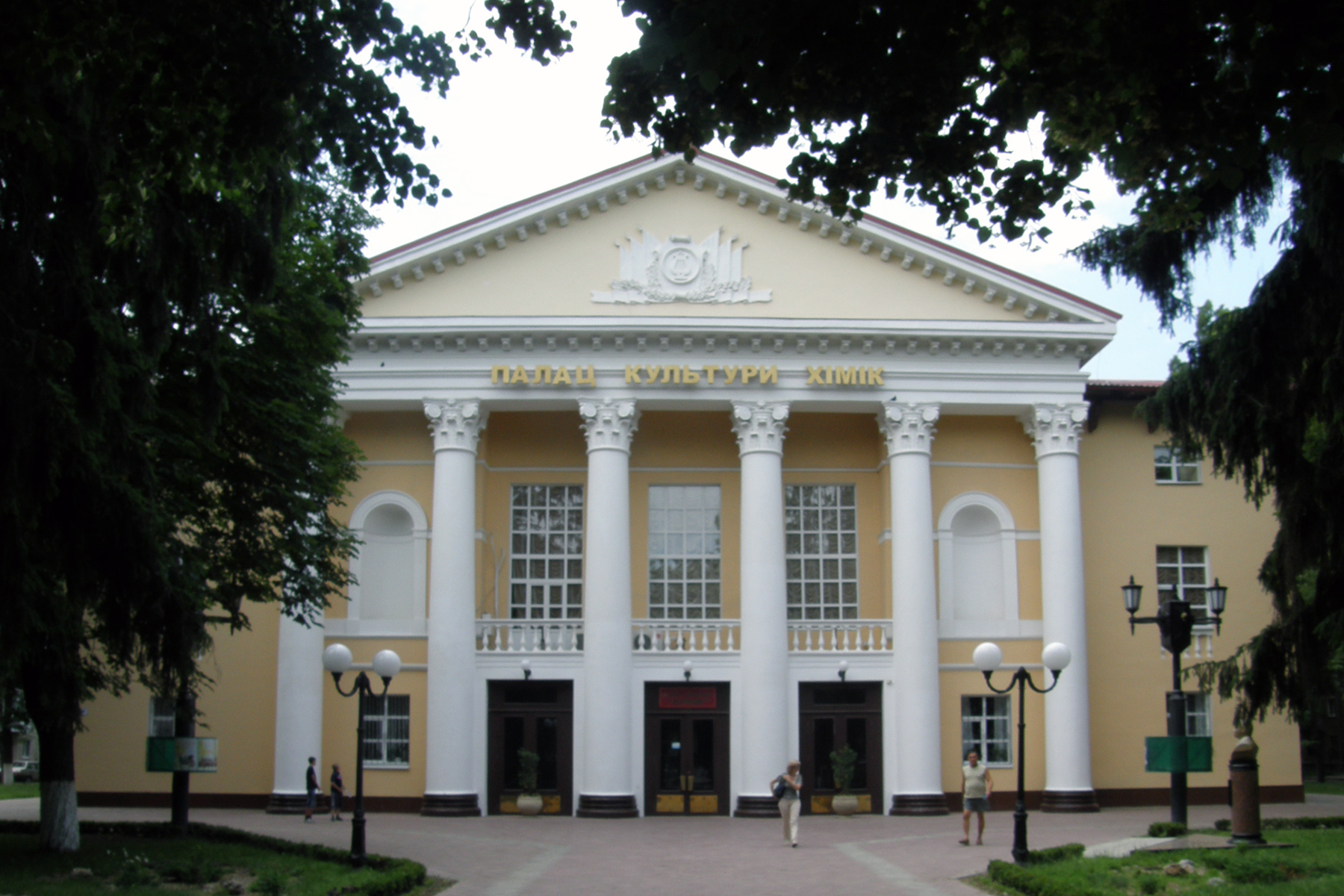
Суми, БК «Хімік», 1955—1956
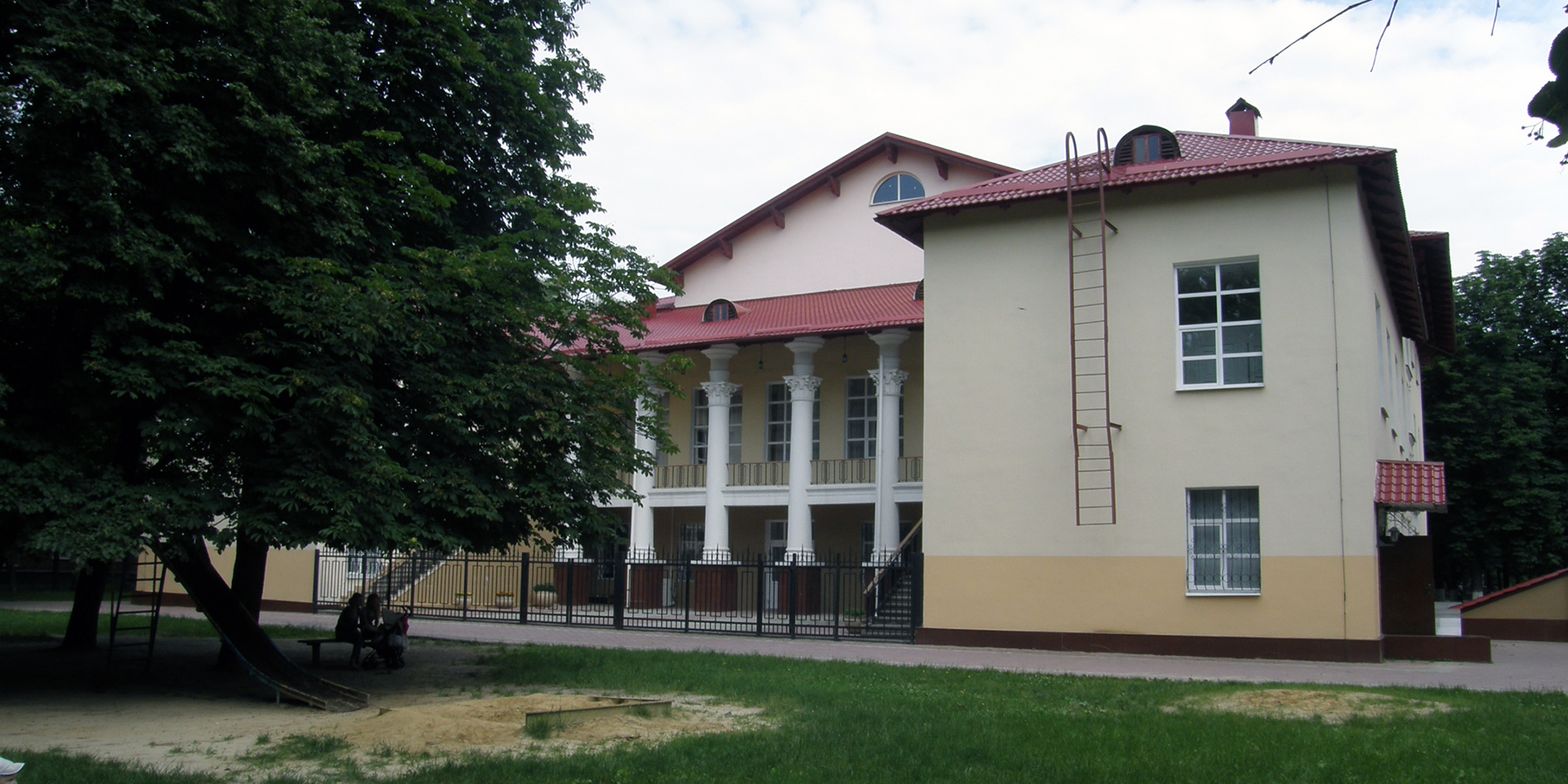
Суми, БК «Хімік», задній фасад
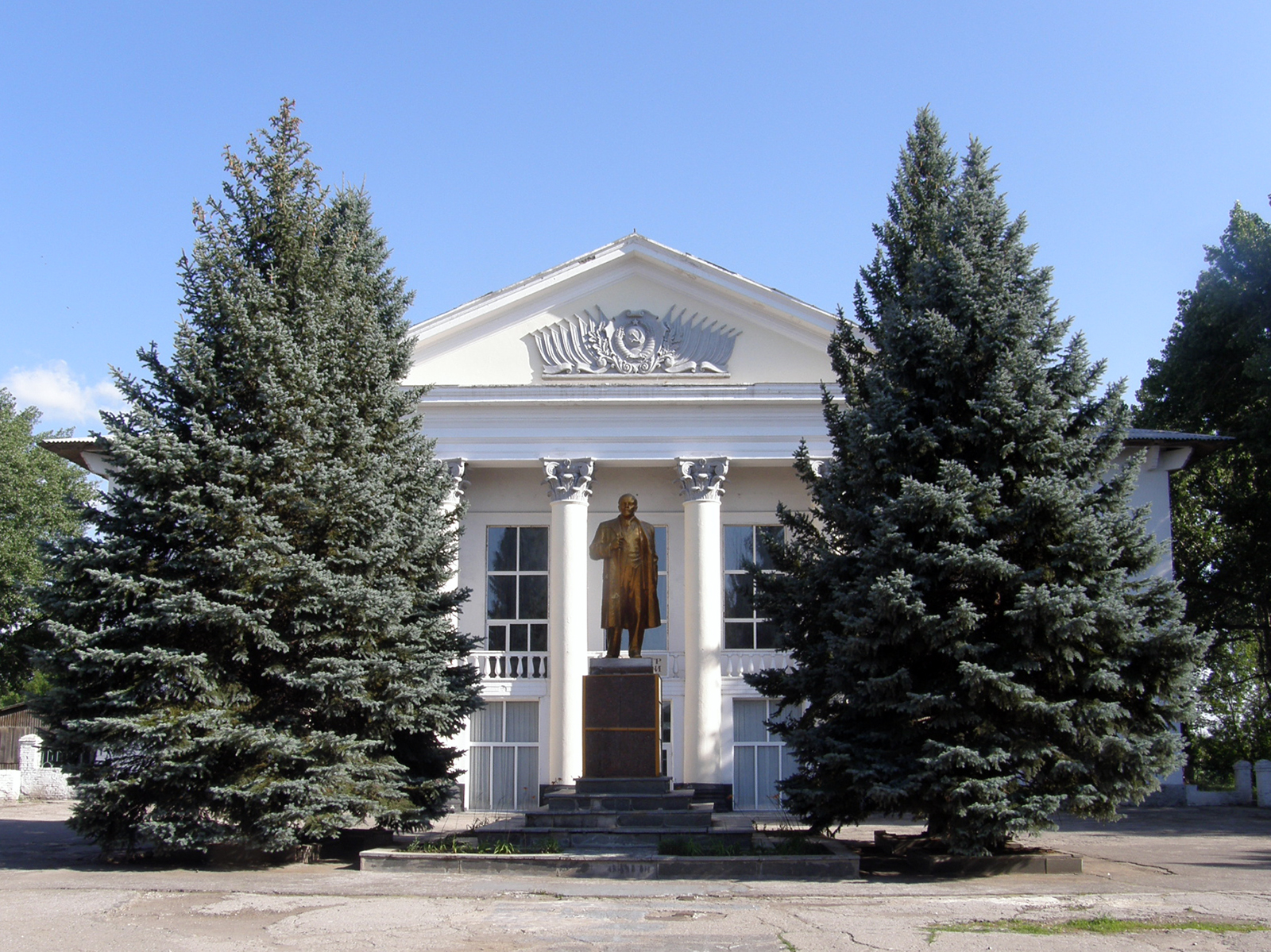
Сіверськ, центр культури
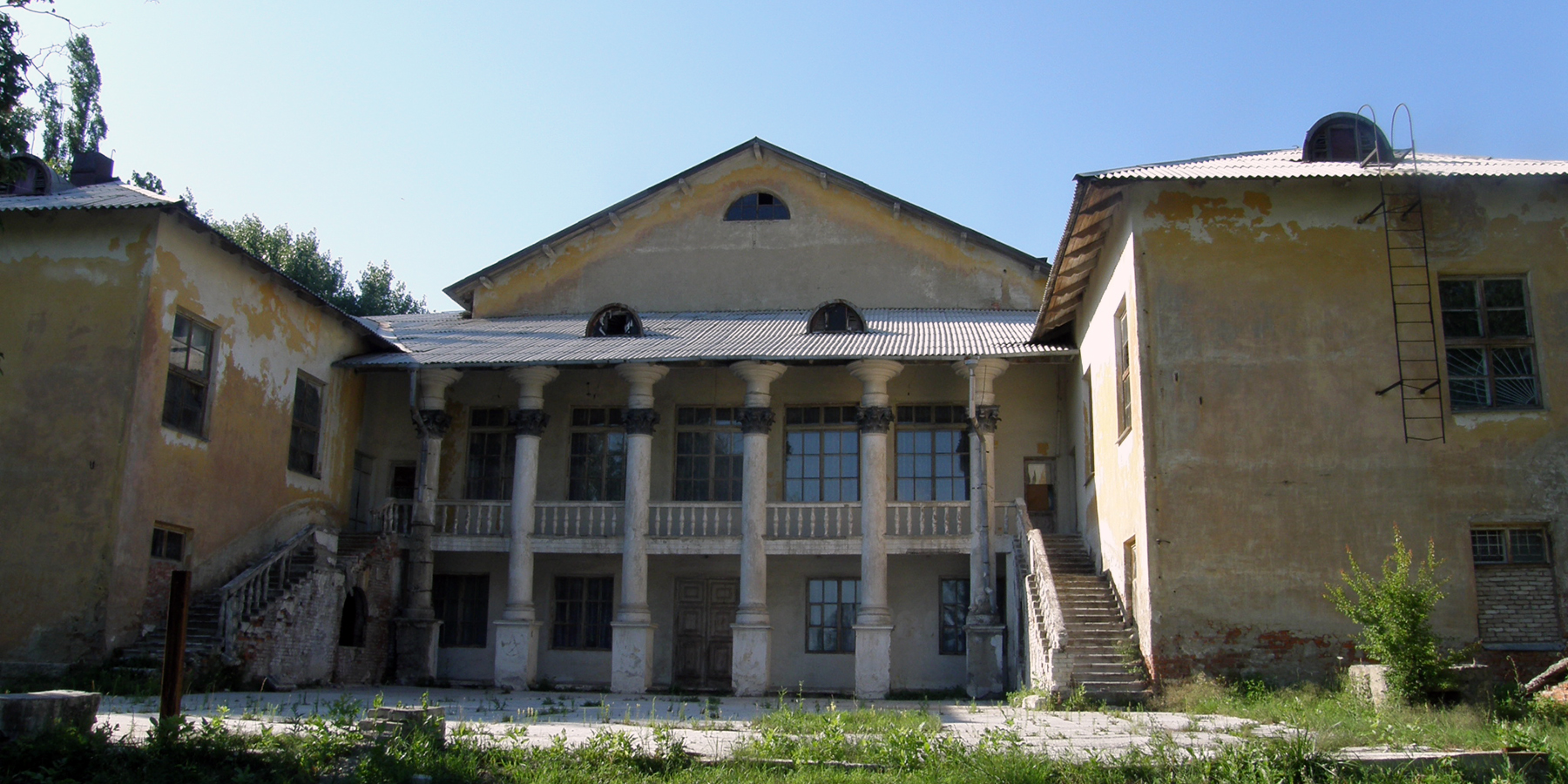
Сіверськ, центр культури, задній фасад
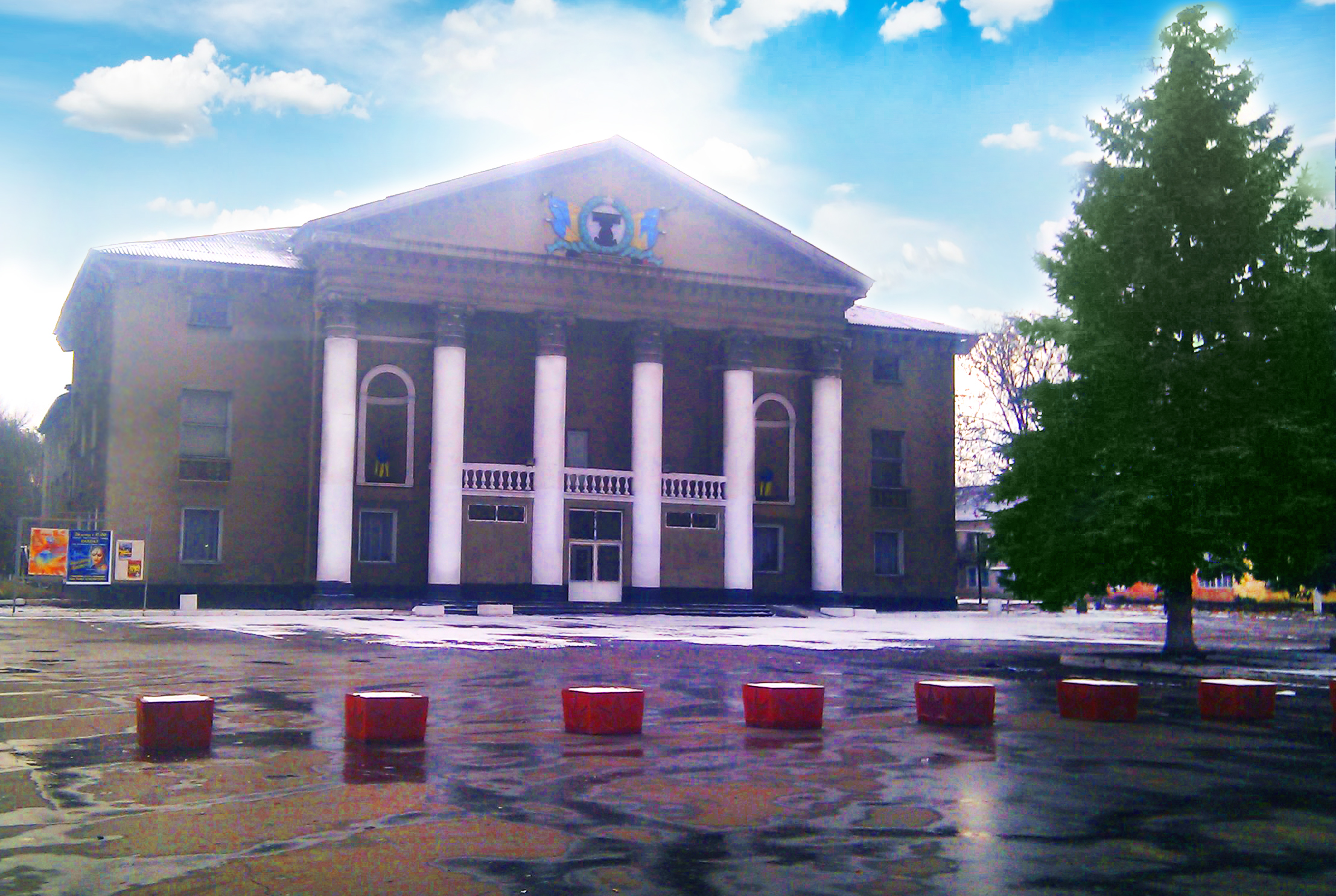
Білозерське, центр культури та дозвілля
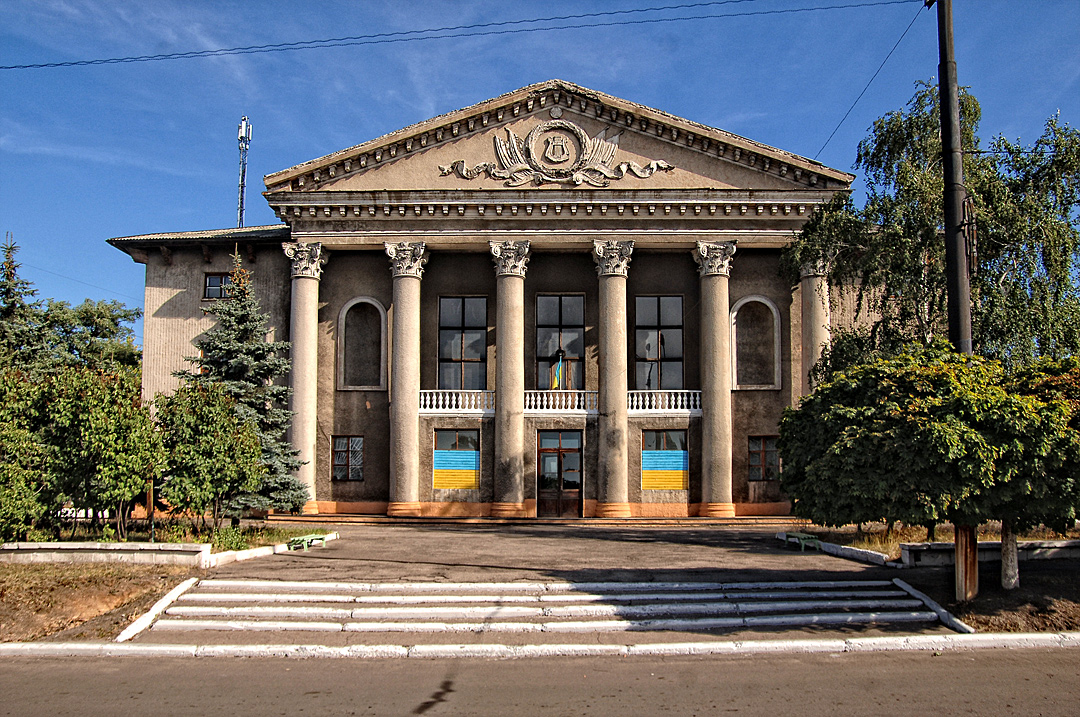
ПК шахти Торецька
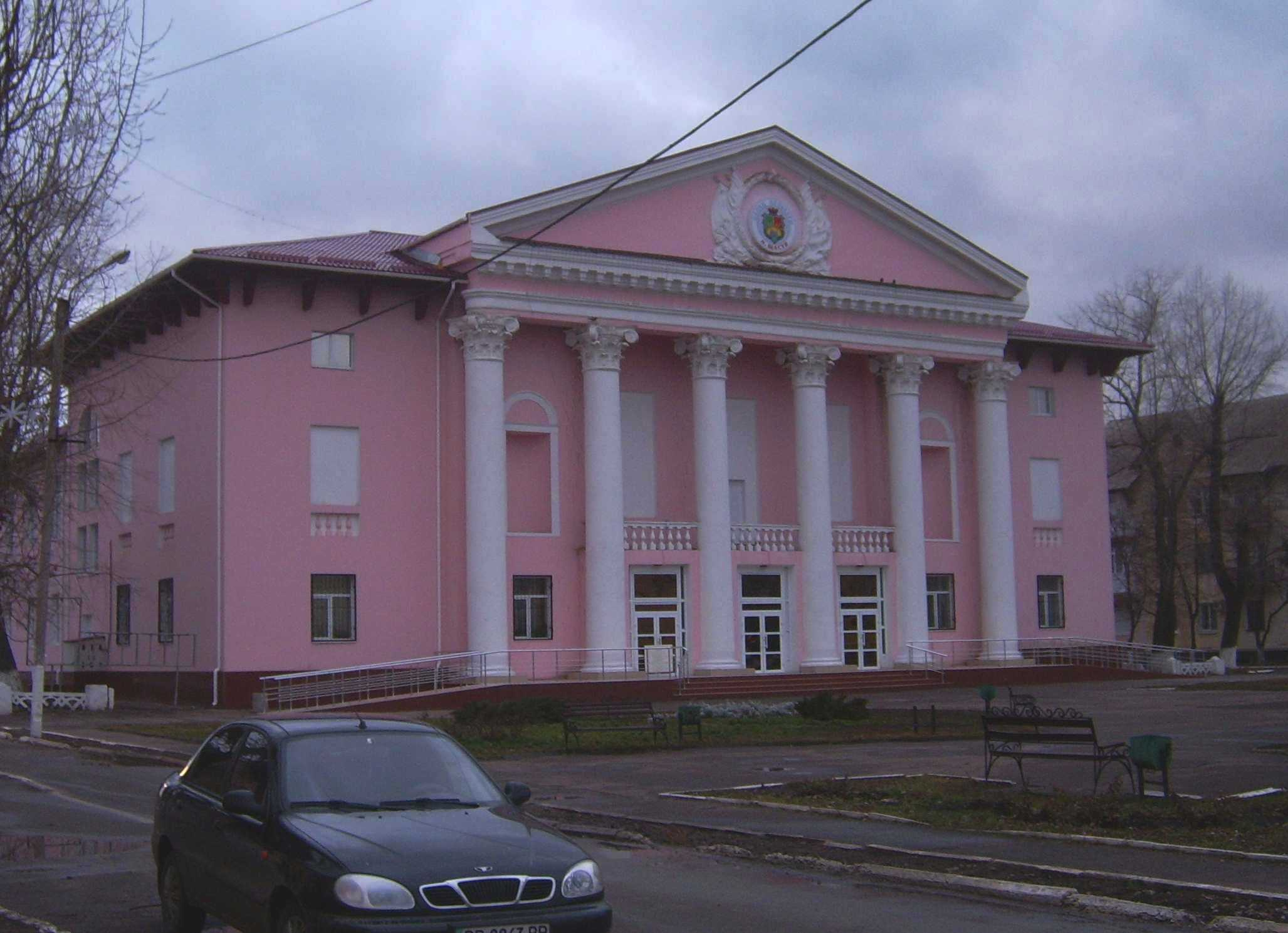
Щастя, ПК будівельників, 1957
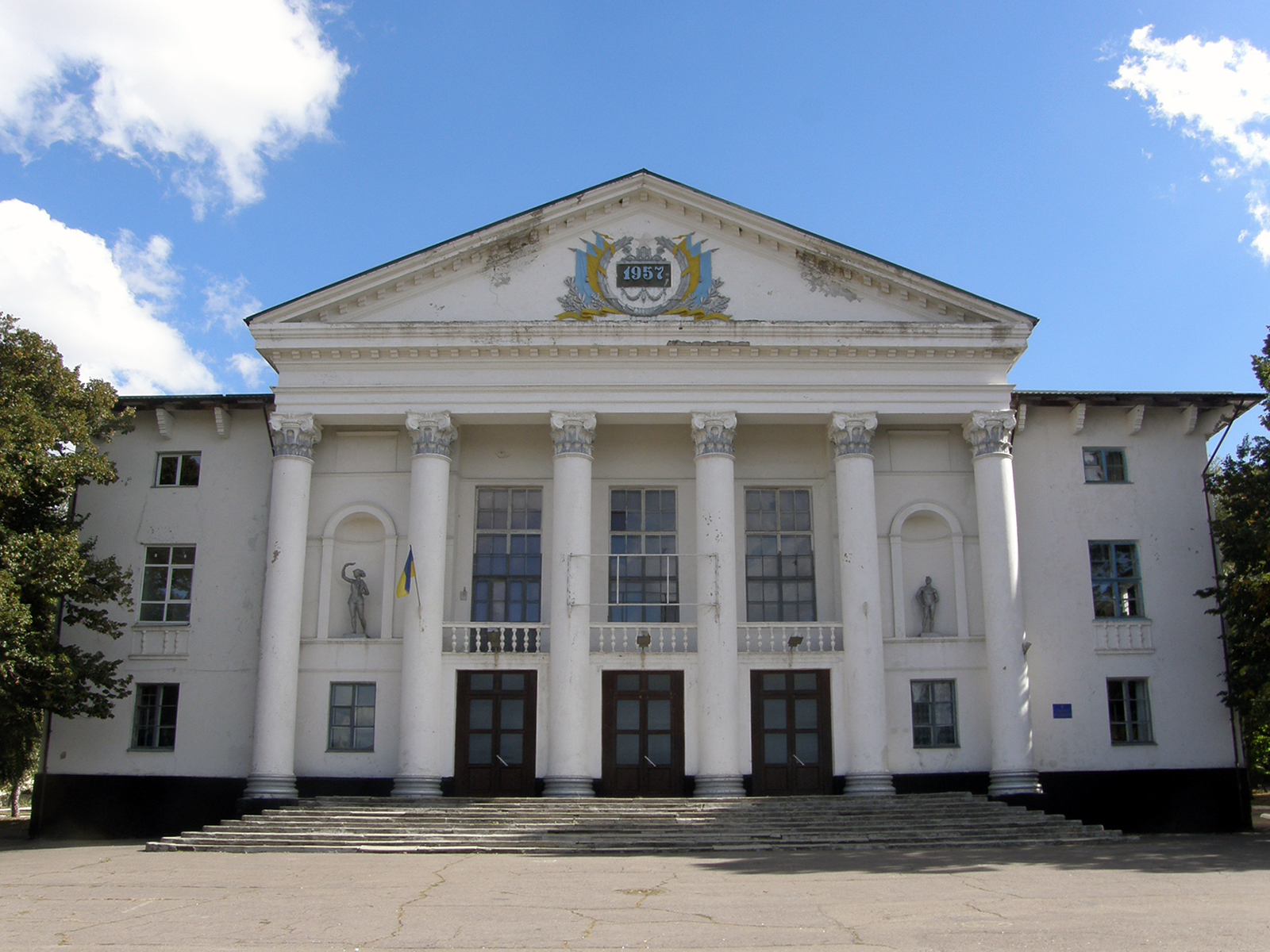
Бахмутський міський народний дім, 1957, до 1998 будинок культури заводу кольорових металів
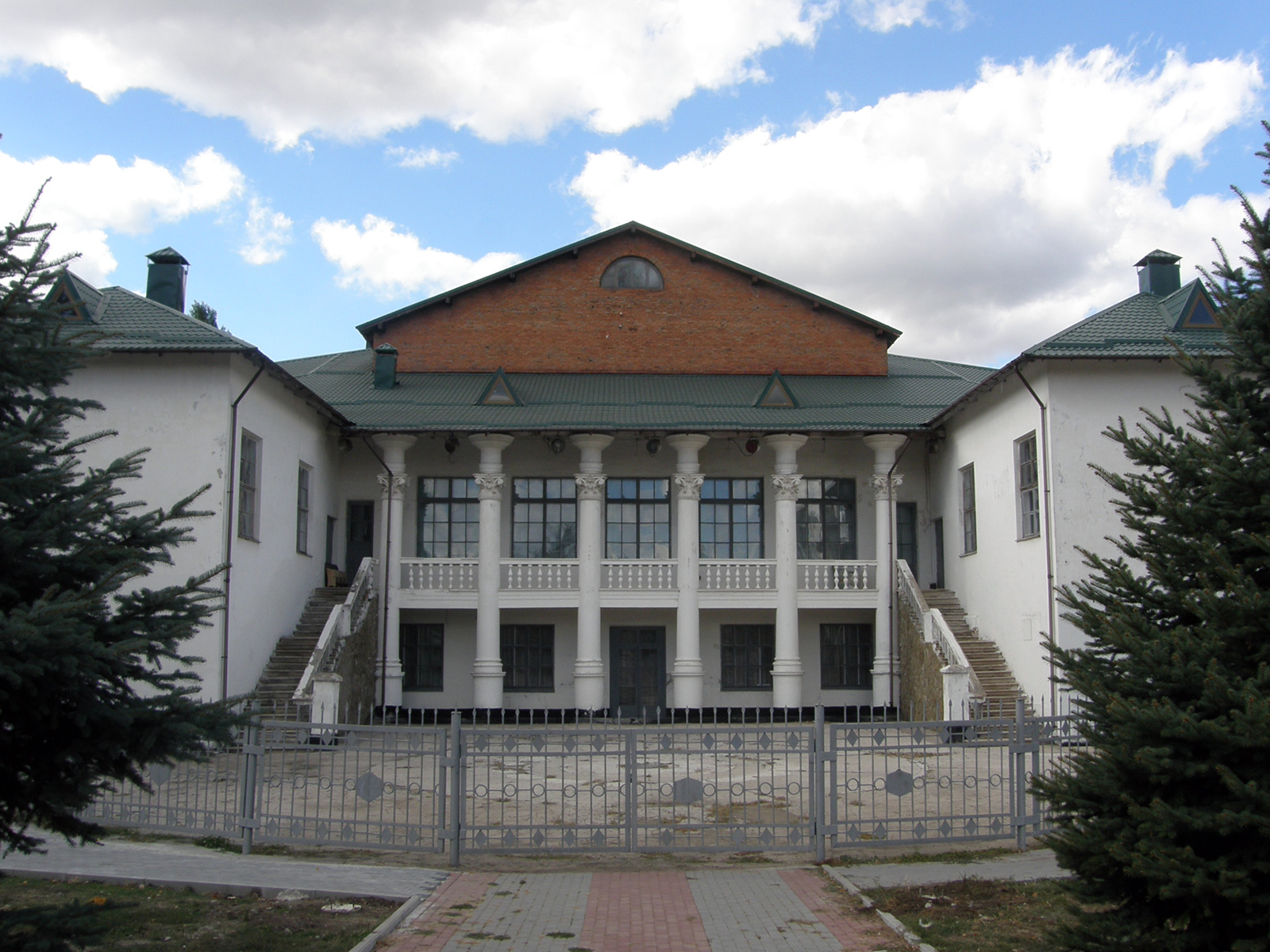
Бахмутський міський народний дім, задній фасад
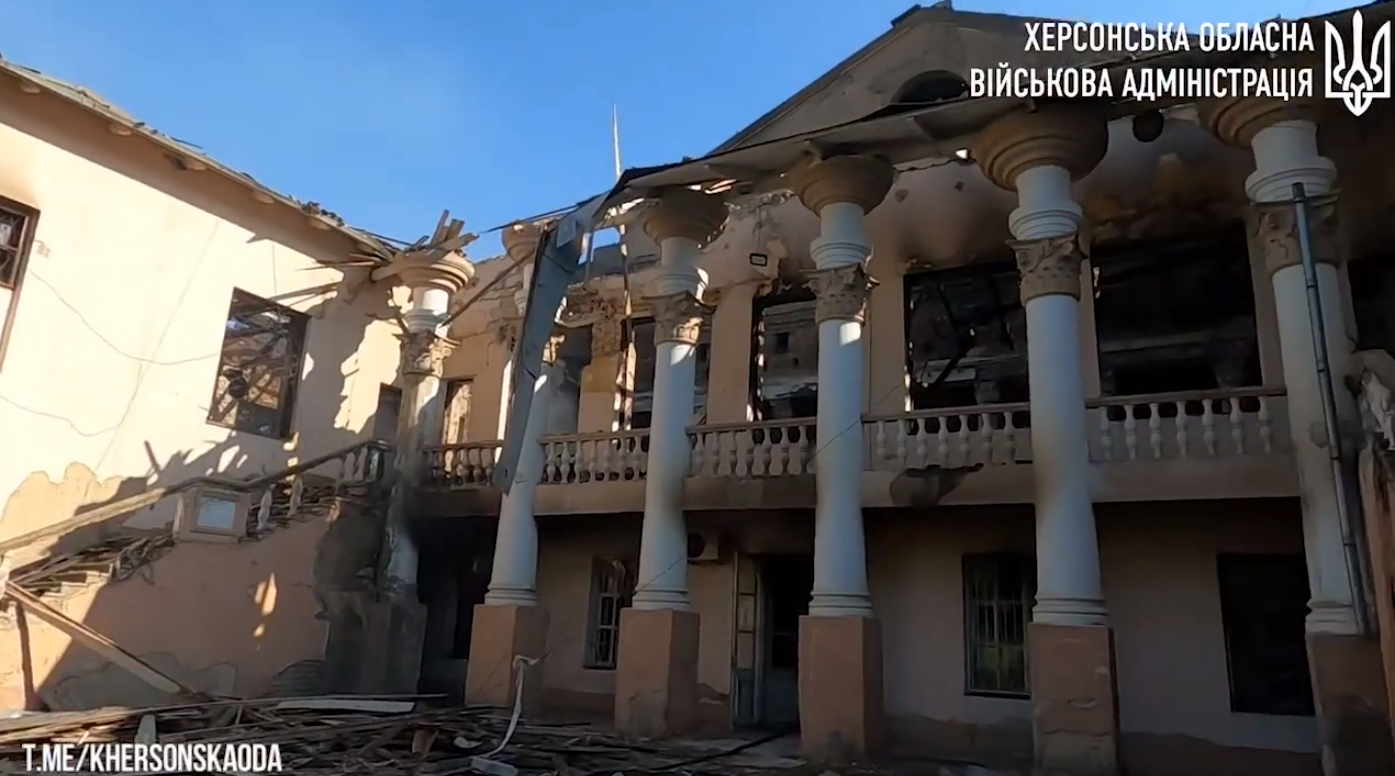
Херсон, ПК Нафтовиків, 1959, зруйнований російським обстрілом
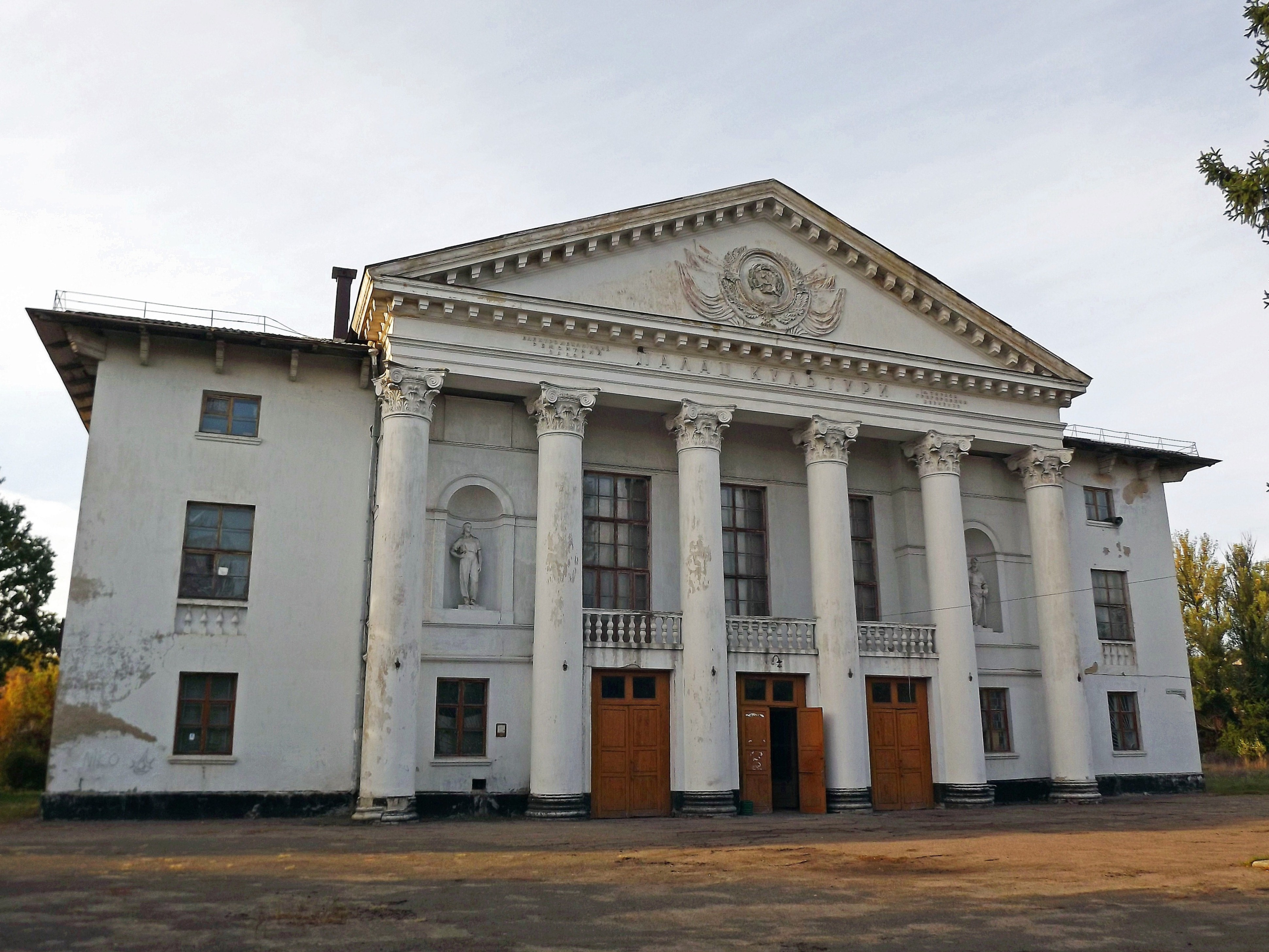
Сміла, БК залізничників, 1962
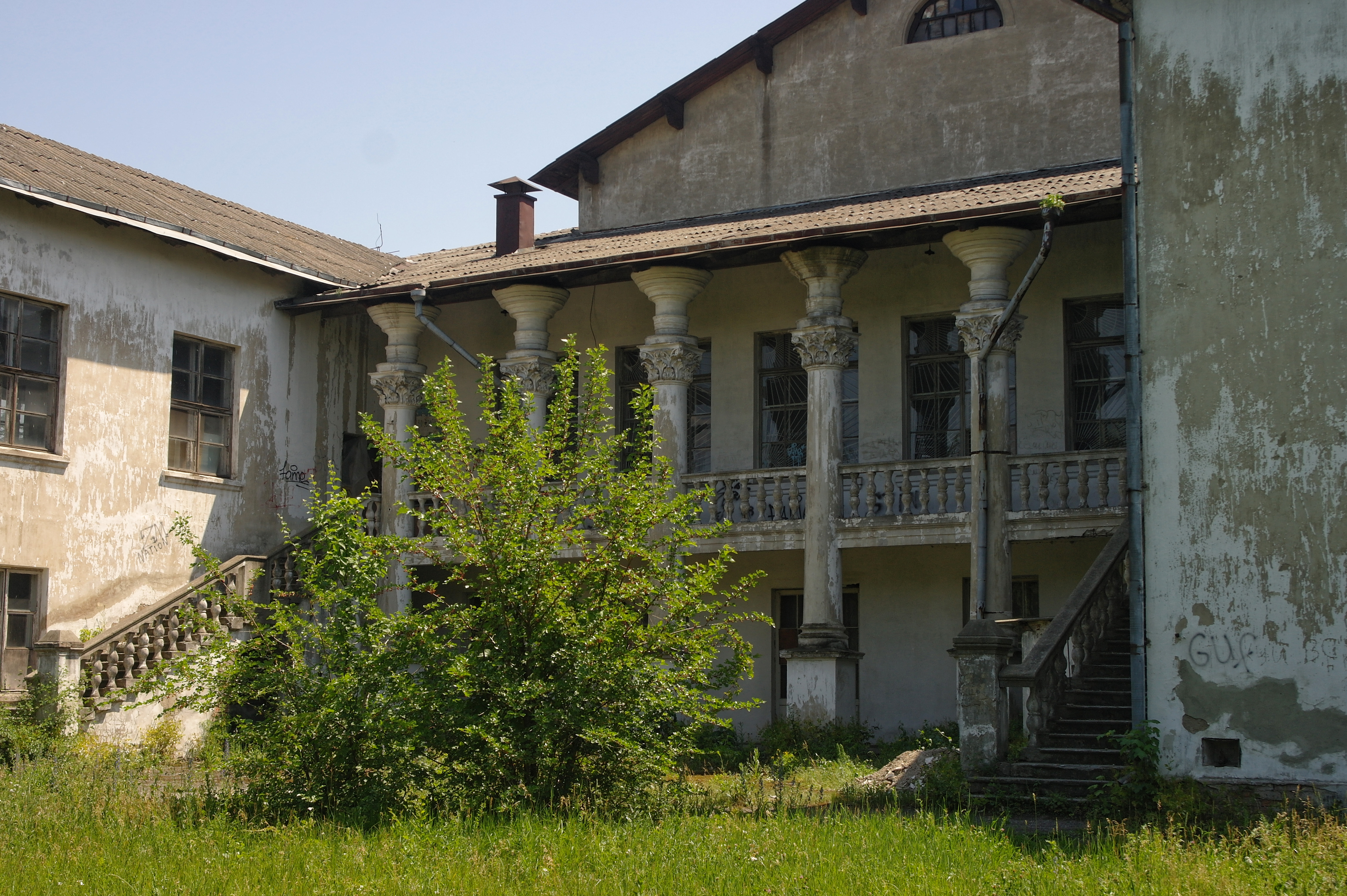
курдонер БК у Смілі
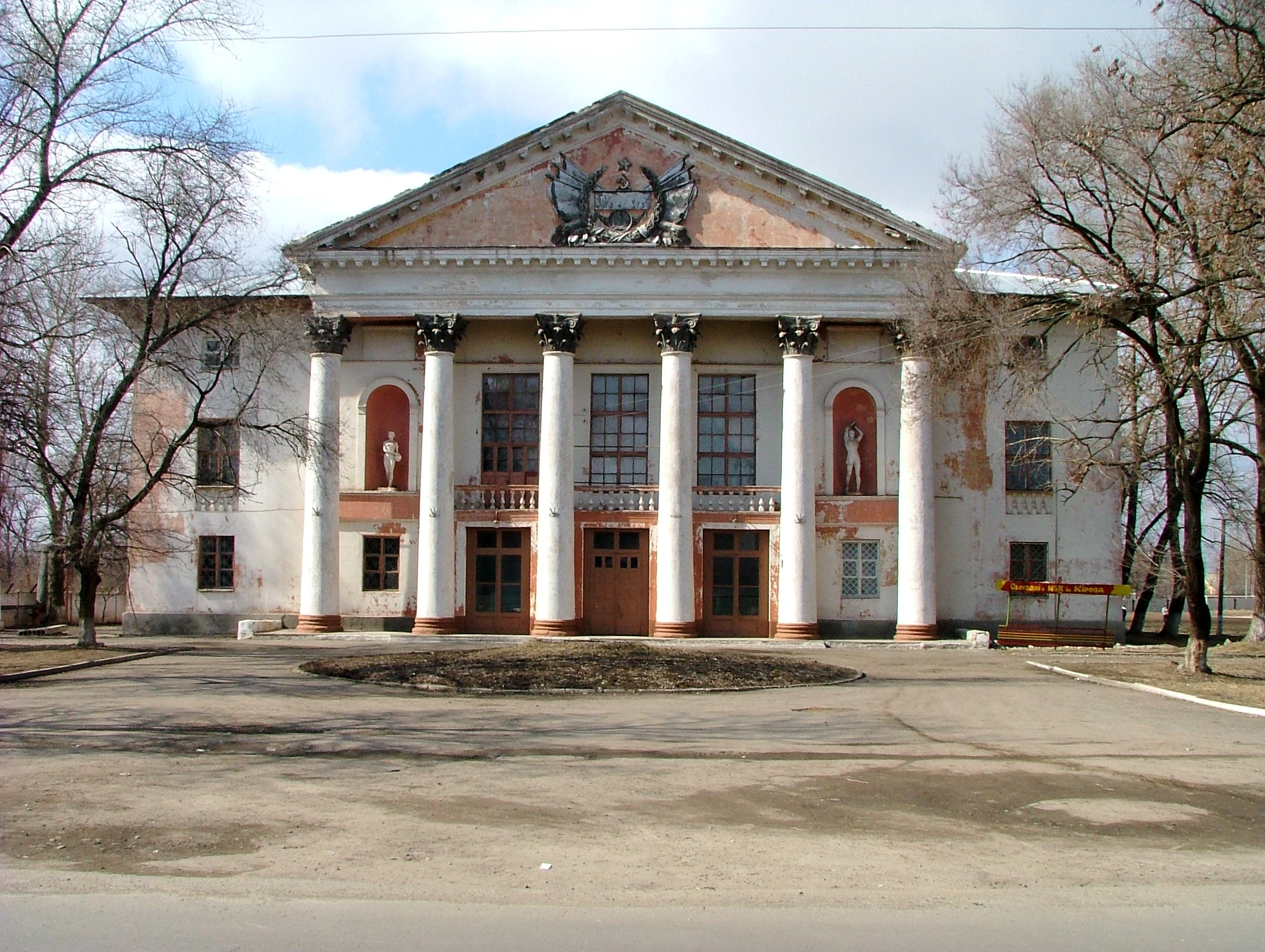
Новомосковськ, ПК ім. О. Гончара
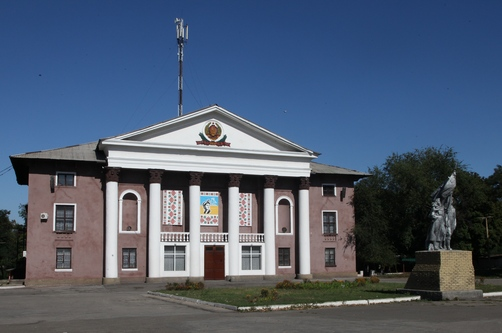
Білоріченський
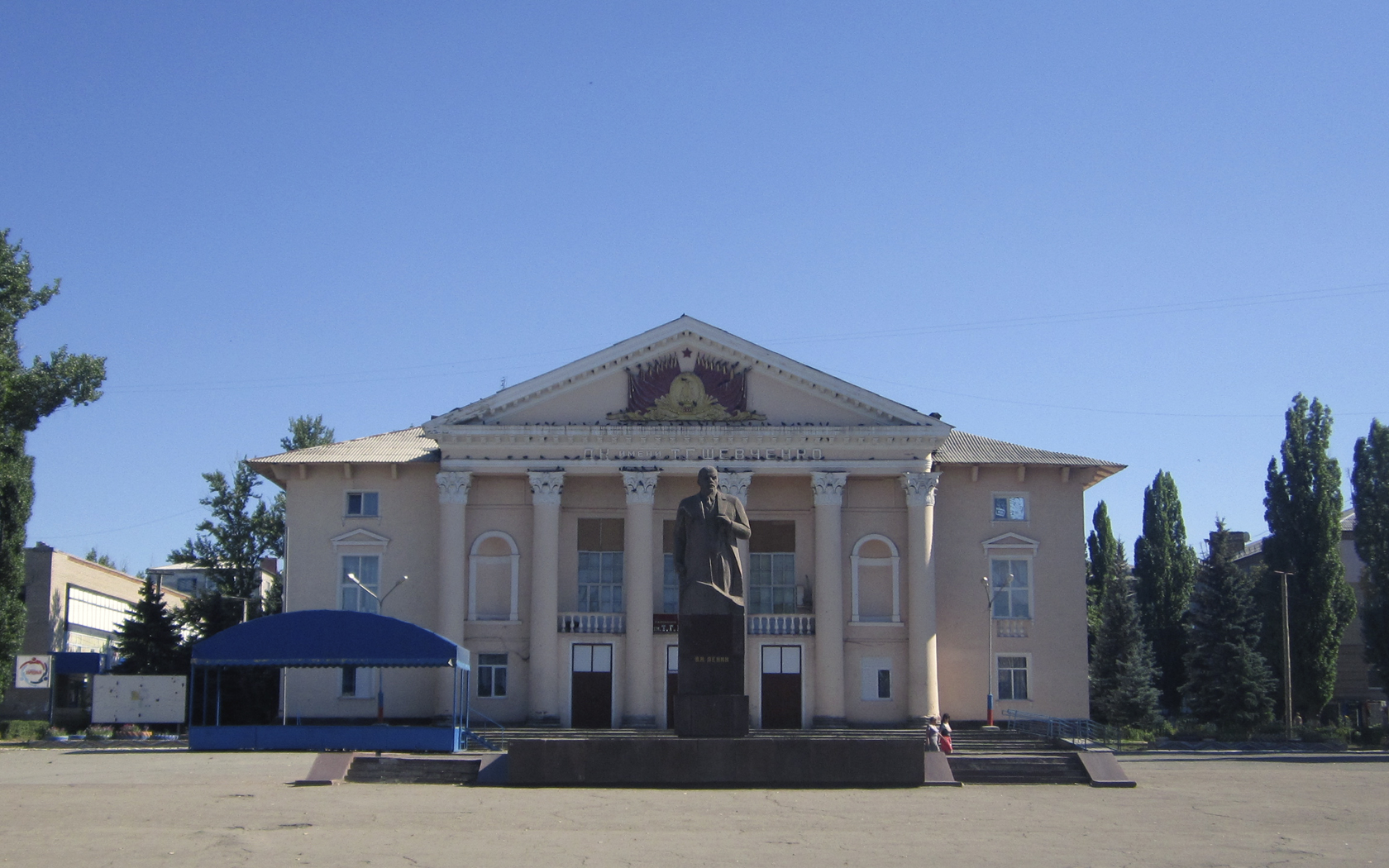
Лутугине, БК ім. Шевченко
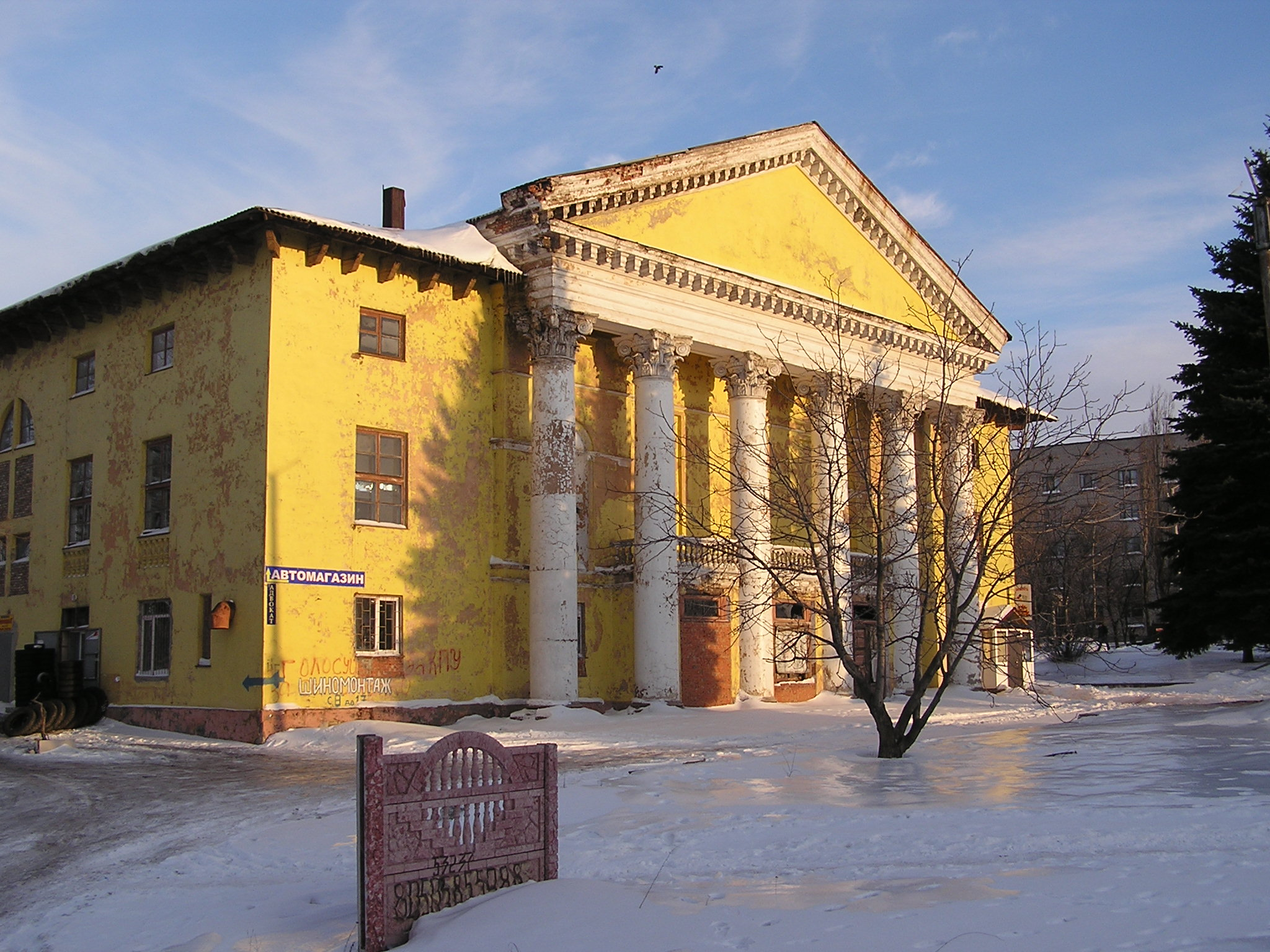
БК ім. Чехова шахти № 10 Сніжнянська
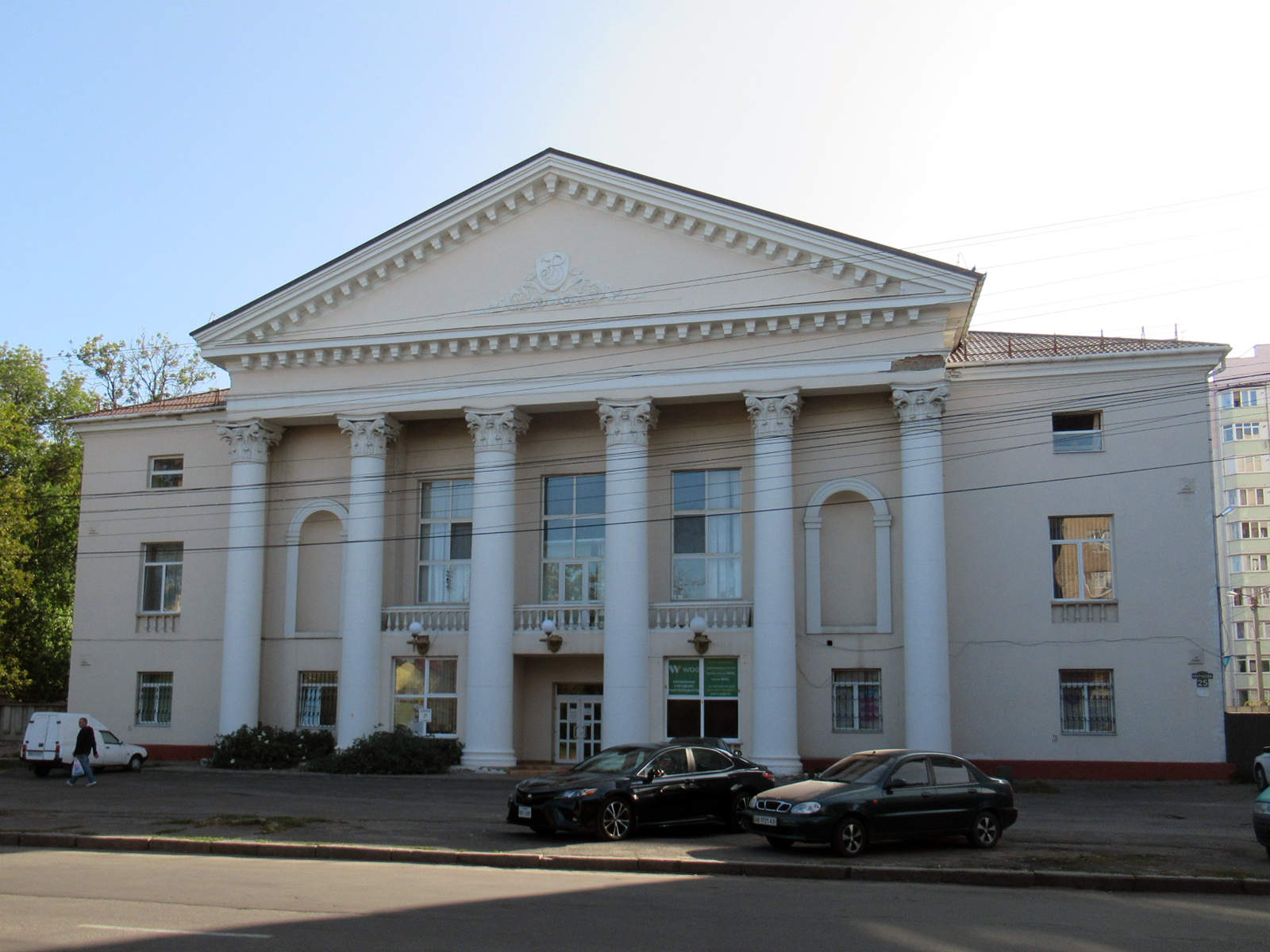
Вінниця, БК суперфосфатного заводу, 1950

## будівлі в інших країнах

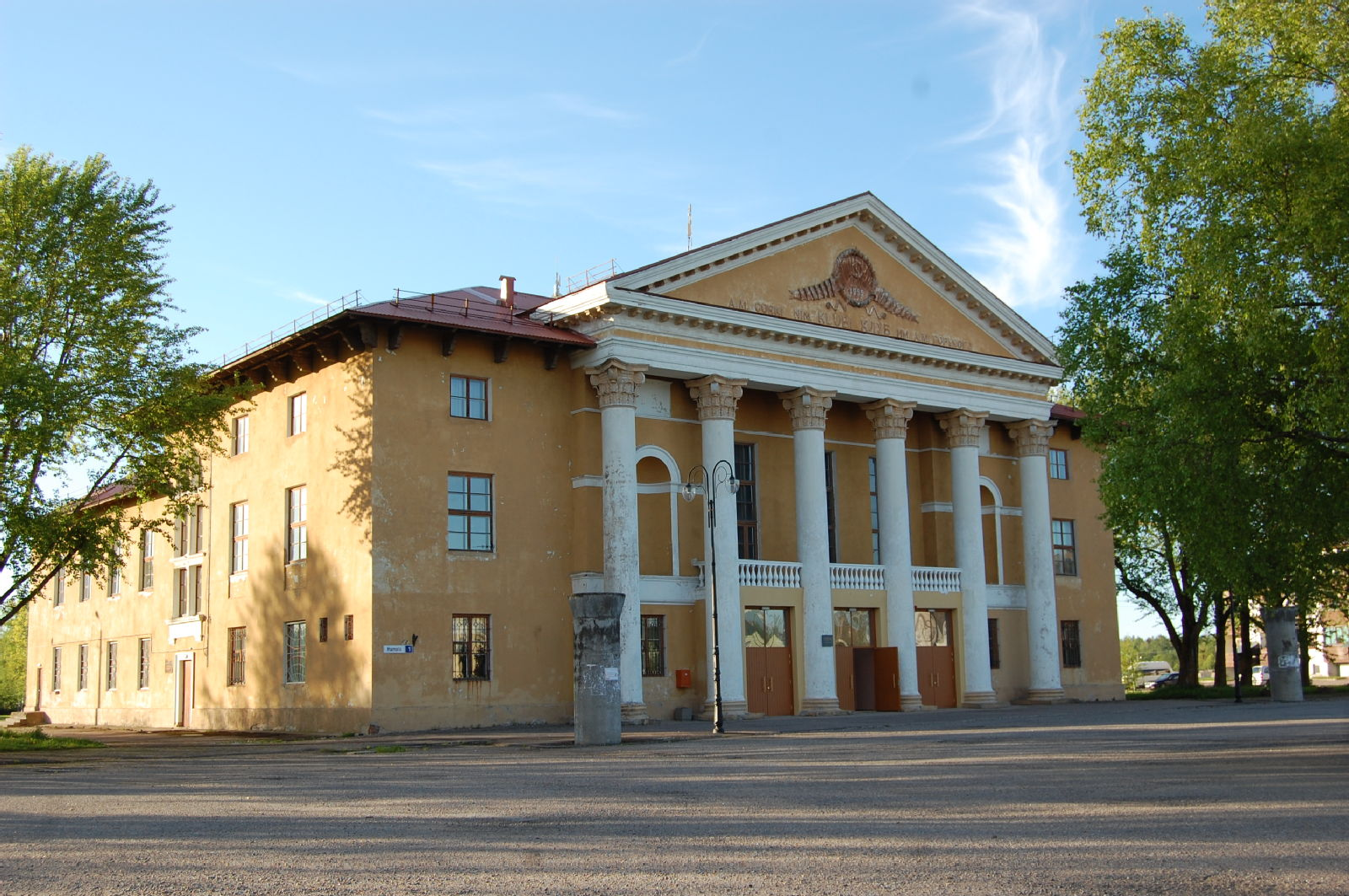
Естонія, Кохтла-Ярве, селище Сомпа, 1955
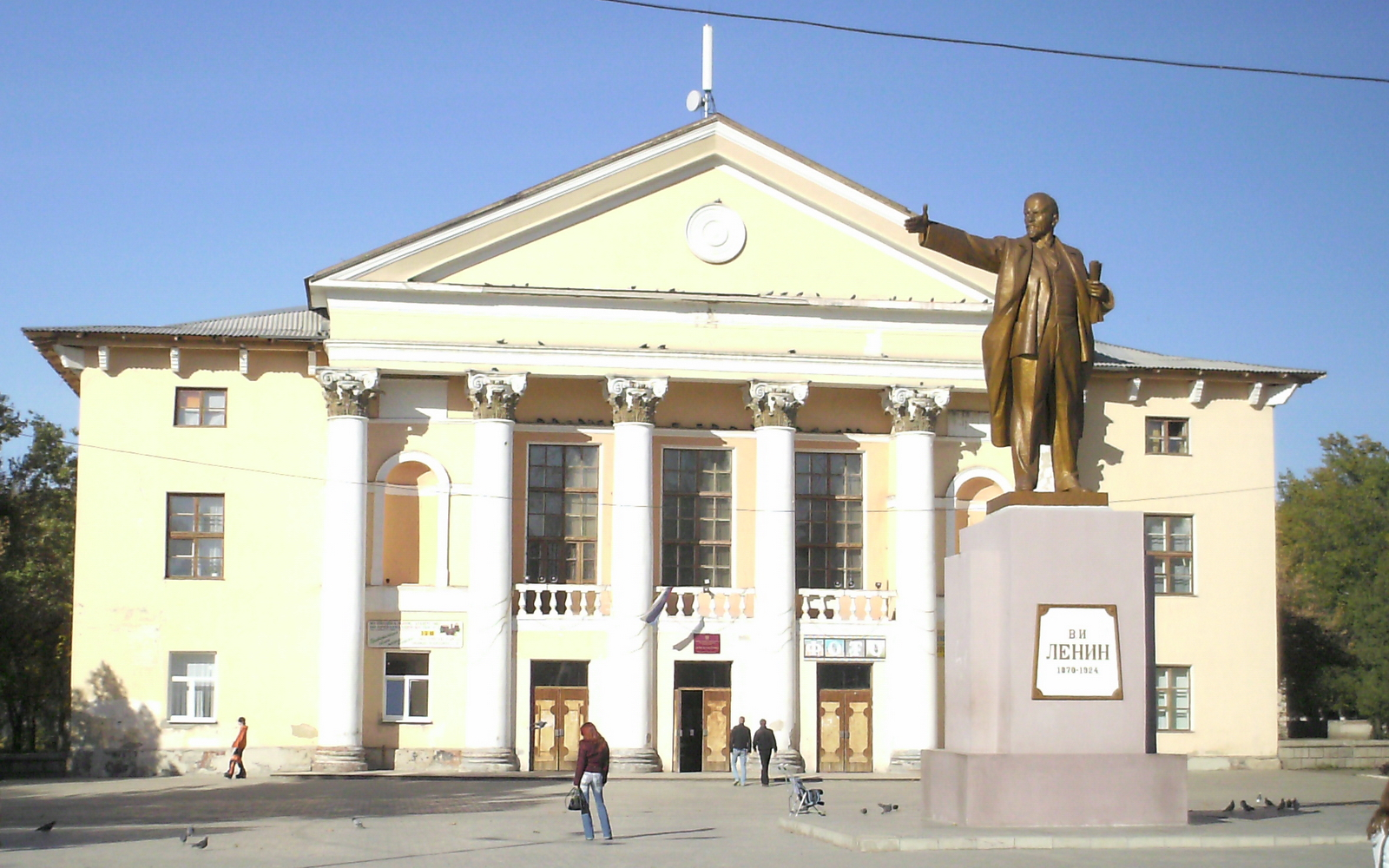
Росія, ПК Новочеркаського завода синтетичних продуктів, нині ПК Жовтневого мікрорайона, 1956
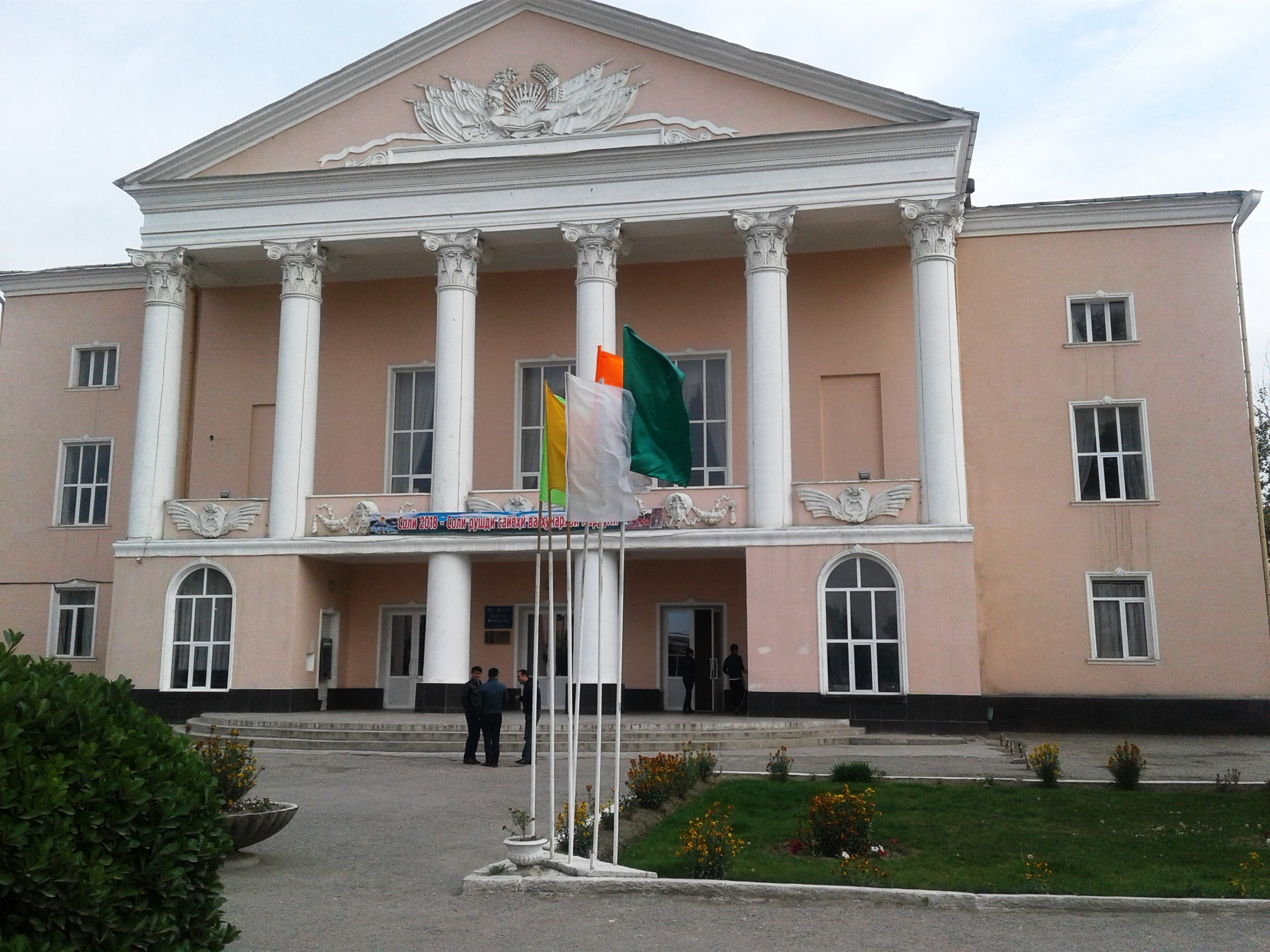
Таджикистан, Ісфара